# EFL 챔피언십 플레이오프
EFL 챔피언십 플레이오프는 EFL 챔피언십에서 3위~6위로 시즌을 마친 팀들의 경쟁 플레이오프 시리즈이다. 준결승전은 6위팀과 3위팀, 5위팀과 4위팀이 홈 앤드 어웨이 방식으로 열린다. 결승전은 웸블리 스타디움에서 열린다, 그러나 2001년부터 2006년까지는 웸블리 스타디움이 재건 중이어서 카디프의 밀레니엄 스타디움에서 열렸다.